# Manjū

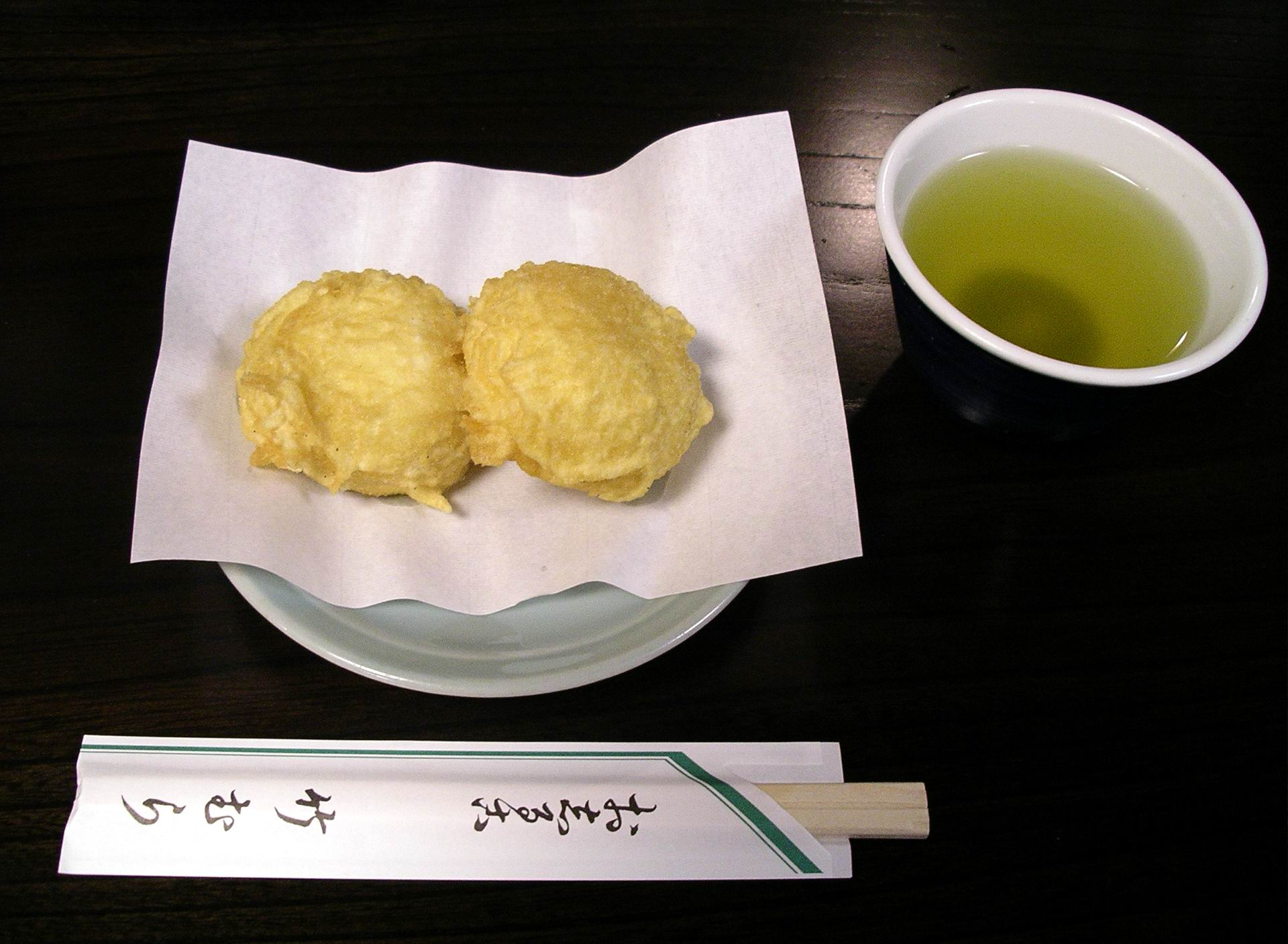
Manjū frito, age manjū (揚げ饅頭).

El manjū (饅頭?) es un tipo de wagashi (golosina japonesa) tradicional. Hay muchas variedades de manjū, pero la mayoría tiene un exterior hecho de harina, polvo de arroz y alforfón, y un relleno de anko (pasta de judía azuki y azúcar) de la que existen diversas variantes, como koshian, tsubuan y tsubushian.

## Historia
El manjū procede de un tipo de mochi (蒸餅), o pastel de arroz molido, que ha existido en China durante mucho tiempo. Originalmente se llamaba mantou en chino, pero pasó a ser conocido como manjū cuando llegó a Japón. En 1341, un enviado japonés que volvió de China llevó manjū consigo y empezó a venderlo como Nara-manjū. Se dice que este fue el origen del manjū japonés. Actualmente puede encontrarse en muchas tiendas de golosinas japonesas, siendo su bajo precio una de las razones de su popularidad en Japón.

## Variedades
Hay muchas variedades de manjū, algunas más comunes que otras. Por ejemplo, el manjū de matcha (té verde) es una de las más comunes. En este caso, el exterior del manjū tiene sabor a té verde y color verde. También hay manjū con rellenos de diferentes sabores, como crema de naranja. Como en el caso de muchos platillos japoneses, en algunas partes de Japón pueden hallarse manjūs únicos de esa región.